# Maciej Rataj
Maciej Rataj (Chłopy, 19 febbraio 1884 – Palmiry, 21 giugno 1940) è stato un politico polacco, Maresciallo del Sejm dal 28 novembre 1922 al 26 marzo 1928.